# 마사이 러셀
마사이 러셀(영어: Masai Russell, 2000년 6월 17일~)은 미국의 육상 선수로 주 종목은 허들이다. 2024년 하계 올림픽 여자 허들 100m 종목에서 금메달을 획득했다.

## 경력
2000년 미국 워싱턴 D.C.에서 태어났으며 메릴랜드주 포토맥에서 성장했다.
2017년 미국 주니어 국가대표가 되었으며 그 해 7월 페루 트루히요에서 열린 에서 열린 2017년 팬아메리카 주니어 선수권 대회에 참가하여 국제 대회에 처음 출전했다. 그녀는 400m 허들에서 57.55초로 동메달을 획득했다. 2019년에 켄터키 대학교에 입학했으며 같은 해 7월 코스타리카 산호세에서 열린 2019년 팬아메리카 주니어 선수권 대회에 참가했다. 러셀은 100m 허들에서 실격 처리되었고 400m 허들에서 56.29초의 기록으로 은메달을 획득했다. 
2023년 7월 오리건주 유진에서 열린 미국 선수권 대회 100m 허들 경기에서 니아 알리와 켄드라 해리슨의 뒤를 이어 3위에 오르면서 국가대표로 처음 발탁되었다. 같은 해 8월 헝가리 부다페스트에서 열린 2023년 세계 선수권 대회에 참가하면서 선수 경력 첫 성인 국제 대회에 출전했다. 그녀는 100m 허들 준결승에서 탈락했다. 
이듬해인 2024년 영국 글래스고에서 열린 2024년 세계 실내 선수권 대회에 참가했으며 60m 허들에서 7.81초의 기록으로 4위에 올랐다. 같은 해 8월에는 프랑스 파리에서 열린 2024년 하계 올림픽에 참가하여 선수 경력 첫 올림픽에 출전했다. 그녀는 여자 100m 허들 예선 3조에서 12.53초의 기록으로 1위에 올랐고 준결승 3조에서 12.42초의 기록으로 푸에르토리코의 재스민 카마초퀸의 뒤를 이어 조 2위로 결승에 진출했다. 결승에서는 12.33초의 기록으로 프랑스의 시레나 삼바마이엘라와 카마초퀸을 제치고 금메달을 획득했다.